# 井山計一
井山計一（日语： Keiichi Iyama，1925年—2021年5月10日）是一名日本調酒師，在山形縣酒田市開設酒吧ケルン，直至逝世前仍以調酒師的身份活躍在吧檯上調酒。於2020年被日本厚生勞動省選為"現代の名工"，是針對有卓越技能者的專門表揚。
井山計一於1958年以自創的調酒"YUKIGUNI"獲得壽屋(三得利的前身)調酒競賽的全國冠軍。有一部關於井山計一的紀錄片，以"YUKIGUNI"為名，於2018年在日本上映。